# James D. Halsell
James Donald „Jim“ Halsell, Jr. (* 29. September 1956 in West Monroe, Louisiana) ist ein ehemaliger US-amerikanischer Astronaut.
Halsell erhielt 1978 einen Bachelor in Ingenieurwesen von der United States Air Force Academy, 1983 einen Master in Unternehmensführung von der Troy University und 1985 einen Master in Raumflugbetrieb vom Air Force Institute of Technology.
Die US-Luftwaffe bildete Halsell zum Piloten und zum Testpiloten aus. Im Juli 2004 schied er aus der Air Force aus.

## Astronautentätigkeit
Im Januar 1990 wurde Halsell von der NASA als Astronautenanwärter ausgewählt und anschließend zum Shuttle-Piloten ausgebildet.

### STS-65
Für die Mission STS-65 flog Halsell als Pilot der Raumfähre Columbia am 8. Juli 1994 zum ersten Mal in den Weltraum. Rund sieben Dutzend Experimente aus den Bereichen Biologie und Materialwissenschaften standen während des 15-tägigen Spacelab-Fluges auf dem Programm. Am 23. Juli landete die Columbia auf dem Kennedy Space Center in Florida.

### STS-74
Am 12. September 1995 startete Halsell als Pilot der Raumfähre Atlantis ins All. STS-74 brachte das in Russland entwickelte und gebaute Kopplungsmodul SDM zur Raumstation Mir. Daneben wurde die Raumstation mit Versorgungsgütern beliefert.

### STS-83
Am 4. April 1997 startete Halsell als Kommandant der Raumfähre Columbia ins All. Nutzlast war das Microgravity Science Laboratory (MSL-1). Aufgrund eines Problems mit einer Brennstoffzelle der Raumfähre musste die Mission verkürzt werden und die Landung bereits nach knapp vier Tagen erfolgen. Die NASA entschied, die Mission drei Monate später mit der gleichen Besatzung zu wiederholen.

### STS-94
Am 1. Juli 1997 startete die Columbia, um unter der Bezeichnung STS-94 die im April vorzeitig abgebrochene MSL-1-Mission zu wiederholen. Diesmal konnten die Experimente im Microgravity Science Laboratory erfolgreich durchgeführt werden. Dazu zählten vor allem Versuche zur Erforschung der physikalischen Eigenschaften unterkühlter Flüssigkeitsgemische und der Verbrennungsprozesse an festen und flüssigen Materialien sowie zur Herstellung reiner Proteinkristalle.

### STS-101
Am 19. Mai 2000 flog Halsell als Kommandant der Raumfähre Atlantis zur Internationalen Raumstation (ISS). Mit der Mission STS-101 wurden ca. 1.500 kg Ausrüstungsgegenstände, Hardware und Versorgungsgüter für die geplante erste Stammbesatzung der ISS mit Hilfe des Spacehab und des Integrated Cargo Carrier (ICC) befördert.

## Nach der NASA
Im November 2006 schied Halsell aus der NASA aus, um einen Posten bei ATK Launch Systems in Utah anzunehmen.

## Mordanklage
Am 6. Juni 2016 wurde Halsell in der Nähe von Tuscaloosa im US-Bundesstaat Alabama festgenommen. Er soll unter Einfluss von Alkohol und mit überhöhter Geschwindigkeit mit seinem Auto auf dem U.S. Highway 25 von hinten in ein anderes Fahrzeug geprallt sein. Dabei kamen zwei Mädchen im Alter von 11 und 13 Jahren ums Leben. Gegen die Zahlung einer Kaution in Höhe von 150.000 US-Dollar kam er vorerst wieder auf freien Fuß. Dafür erhielt er 2021 eine Gefängnisstrafe von 4 Jahren und 10 Jahre auf Bewährung.

## Privates
James Halsell und seine Frau Kathy haben zwei Kinder.